# Otar Kakabadze
Otar Kakabadze (gruzínsky ოთარ კაკაბაძე; * 27. června 1995 Tbilisi, Gruzie) je gruzínský fotbalový obránce a reprezentant, který v současnosti působí v klubu Cracovia.

## Klubová kariéra
- FC Dinamo Tbilisi (mládež)
- FC Dinamo Tbilisi 2014–

## Reprezentační kariéra
V A-mužstvu Gruzie debutoval 8. 10. 2015 v kvalifikačním zápase v Tbilisi proti reprezentaci Gibraltaru (výhra 4:0).